# Santi Martiri dell’Uganda a Poggio Ameno

Wappen Titelinhaber bis 2021

Santi Martiri dell’Uganda a Poggio Ameno (in latino: Titulus Sanctorum Martyrum Ugandensium) ist eine Pfarr- und Titelkirche im römischen Quartier Ardeatino. Die Kirche ist den ugandischen Märtyrern um Karl Lwanga gewidmet.

## Geschichte
Das Gebiet um die Kirche ist ein armutsgefährdeter und schlecht geplanter Teil von Rom. Die Pfarrei wurde am 4. September 1970 durch ein Dekret von Kardinalvikar Angelo Dell’Acqua gegründet. Anfangs wurde der Gottesdienst in  Ladenräumen gefeiert. Die Bauplatzfindung war schwierig, da es zum Teil auch ideologische Gegnerschaft gegen den Kirchenbau gab. Die ursprüngliche Kirchenplanung führte Giuseppe Vaccaro durch, der aber bereits vor Baubeginn 1970 starb. Nachfolger wurde Ennio Canino und Bauleiter war Gualtiero Gualtieri. Der Bau wurde 1973 begonnen und zog sich bis 1980 hin.
Am 28. Juni 1988 wurde sie durch Papst Johannes Paul II. zur Titelkirche erhoben.

## Kardinalpriester
Bisherige Titelträger waren:
- Christian Wiyghan Tumi, Erzbischof von Douala, vom 28. Juni 1988 bis zu seinem Tod am 3. April 2021[3][4]
- Peter Ebere Okpaleke, Bischof von Ekwulobia, seit 27. August 2022

## Belege
1. ↑  Scheda della parrocchia sul sito della diocesi di Roma.
2. ↑  Indicazione riportata in nota agli AAS 80 (1988), p. 1083.
3. ↑  David M. Cheney: Santi Martiri dell’Uganda a Poggio Ameno (Cardinal Titular Church) (Catholic-Hierarchy). Abgerufen am 25. Juli 2017.
4. ↑  Ss. Martiri dell’Uganda a Poggio Ameno. In: GCatholic. (gcatholic.org [abgerufen am 25. Juli 2017]).